# Tungkal III
Tungkal III is een bestuurslaag in het regentschap Tanjung Jabung Barat van de provincie Jambi, Indonesië. Tungkal III telt 16.266 inwoners (volkstelling 2010).